# Bible (GLAY)
GLAY的第45張單曲，2012年5月23日發行。

## 簡介
- 此張單曲在“GLAY Official Store G-DIRECT”和一般唱片行都有販售。
- MV中的鼓手由『田中廉』擔任，在電視節目MUSIC STATION和GLAY共同表演。

## 收錄曲目

### CD
1. Bible（4分31秒）
「GLAY STADIUM LIVE 2012 THE SUITE ROOM in OSAKA NAGAI STADIUM」的演唱會主題曲。
2. 某日的少年（5分8秒）
3. Thank you for your love（6分21秒）

### DVD （CD+DVD盤）
"Bible" Special DVD -Road to NAGAI STADIUM-
1. Bible (Music Video)
2. LIVE影像
GLAY HIGHCOMMUNICATIONS TOUR 2011-2012 "RED MOON & SILVER SUN"
（2012年4月1日福島・會津風雅堂演唱會中節錄4首）
everKrack
戀慕春天的人
織錦 〜so far and yet so close〜
生存的勇氣
3. 團員個別專訪
4. 封面攝影Making
5. MV拍攝Making

## 收錄專輯
- GUILTY
- GLAY（台灣台壓版）